# Workin’ Overtime
Workin’ Overtime – album solowy amerykańskiej piosenkarki Diany Ross.
Album został wydany wiosną 1989 roku. Był to pierwszy album Diany wydany przez wytwórnię Motown po niemal dziewięcioletniej przerwie w ich współpracy. Po powrocie do Motown, Diana stała się nie tylko artystą nagrywającym dla wytwórni, ale także jej częściowym właścicielem. Ross podjęła ponowną współpracę z producentem Nile Rodger'em, której owocem był właśnie ten album.
Workin’ Overtime jest mieszanką house'u i new jack swingu, co miało pozwolić zaistnieć Ross w świadomości młodych ludzi.
Album okazał się być komercyjną klapą. Jedynie tytułowy utwór zdołał zająć wysokie miejsce na listach przebojów (Top 5 R&B), a pozostałe single ("This House", "Bottom Line" oraz remix "Paradise" przygotowany przez Shep Pettibona) nie zdołały poprawić niskiej sprzedaży płyty.
Workin’ Overtime uplasowało się na 116 miejscu listy Billboard 200, stając się najniżej notowanym albumem w całej solowej karierze piosenkarki.

## Lista utworów
|    | Tytuł utworu                     | Producent                              | Czas |
| -- | -------------------------------- | -------------------------------------- | ---- |
| 1  | "Workin’ Overtime"               | Nile Rodgers, Christopher Max          | 4:17 |
| 2  | "Say We Can"                     | Nile Rodgers, Cathy Block              | 4:20 |
| 3  | "Take the Bitter With the Sweet" | Preston Glass, Steven Ray, Steve Burch | 3:51 |
| 4  | "Bottom Line"                    | Preston Glass                          | 4:05 |
| 5  | "This House"                     | Nile Rodgers                           | 5:34 |
| 6  | "Paradise"                       | Nile Rodgers, Greg Smith               | 3:54 |
| 7  | "Keep On (Dancin')"              | Nile Rodgers, Greg Smith               | 4:33 |
| 8  | "What Can One Person Do"         | Nile Rodgers, Greg Smith               | 3:18 |
| 9  | Goin' Through the Motions"       | Preston Glass, Steve Birch, Steven Ray | 3:54 |
| 10 | We Stand Together                | Nile Rodgers, Greg Smith               | 5:07 |